# Riccardo Tonetti
Riccardo Tonetti (ur. 14 maja 1989 w Bolzano) – włoski narciarz alpejski.

## Kariera
Po raz pierwszy na arenie międzynarodowej pojawił się 3 grudnia 2004 roku w Monte Croce, gdzie w zawodach juniorskich w slalomie zajął 25. miejsce. W 2008 roku wystartował na mistrzostwach świata juniorów w Formigal, gdzie jednak nie ukończył żadnej konkurencji. Na rozgrywanych rok później mistrzostwach świata juniorów w Garmisch-Partenkirchen był piąty w supergigancie.
W zawodach Pucharu Świata zadebiutował 26 stycznia 2010 roku w Schladming, gdzie nie ukończył pierwszego przejazdu slalomu. Pierwsze pucharowe punkty wywalczył 11 marca 2012 roku w Kranjskiej Gorze, zajmując 30. miejsce w tej samej konkurencji. Nigdy nie stanął na podium zawodów tego cyklu, jego najwyższą pozycją było czwarte miejsce w kombinacji 22 lutego 2019 roku w Bansku i 29 grudnia 2019 roku w Bormio. Najlepsze wyniki osiągnął w sezonie 2019/2020, kiedy zajął 35. miejsce w klasyfikacji generalnej i trzecie miejsce w klasyfikacji superkombinacji.
W 2018 roku wystartował na igrzyskach olimpijskich w Pjongczangu, zajmując między innymi piąte miejsce w zawodach drużynowych i osiemnaste w superkombinacji. Był też między innymi czwarty w superkombinacji podczas mistrzostw świata w Åre w 2019 roku, przegrywając walkę o podium z Austriakiem Marco Schwarzem o 0,21 sekundy.

## Osiągnięcia

### Igrzyska olimpijskie
| Miejsce | Dzień     | Rok  | Miejscowość | Konkurencja      | Czas biegu | Strata | Zwycięzca       |
| ------- | --------- | ---- | ----------- | ---------------- | ---------- | ------ | --------------- |
| 18.     | 13 lutego | 2018 | Pjongczang  | Superkombinacja  | 2:06,52    | +3,69  | Marcel Hirscher |
| DNF2    | 18 lutego | 2018 | Pjongczang  | Gigant           | 2:18,04    | -      | Marcel Hirscher |
| DNF1    | 22 lutego | 2018 | Pjongczang  | Slalom           | 1:38,99    | -      | André Myhrer    |
| 5.      | 24 lutego | 2018 | Pjongczang  | Zawody drużynowe | –          | –      | Szwajcaria      |

### Mistrzostwa świata
| Miejsce | Dzień     | Rok  | Miejscowość       | Konkurencja       | Czas zawodów | Strata | Zwycięzca            |
| ------- | --------- | ---- | ----------------- | ----------------- | ------------ | ------ | -------------------- |
| 23.     | 13 lutego | 2017 | Sankt Moritz      | Superkombinacja   | 2:26,33      | +2,92  | Luca Aerni           |
| 5.      | 14 lutego | 2017 | Sankt Moritz      | Drużynowo         | -            | -      | Francja              |
| 14.     | 17 lutego | 2017 | Sankt Moritz      | Gigant            | 2:13,31      | +1,52  | Marcel Hirscher      |
| 4.      | 11 lutego | 2019 | Åre               | Superkombinacja   | 1:47,71      | +0,67  | Alexis Pinturault    |
| DNF1    | 15 lutego | 2019 | Åre               | Gigant            | 2:20,24      | -      | Henrik Kristoffersen |
| 7.      | 15 lutego | 2021 | Cortina d’Ampezzo | Superkombinacja   | 2:05,86      | +3,53  | Marco Schwarz        |
| DNQ     | 16 lutego | 2021 | Cortina d’Ampezzo | Gigant równoległy | -            | -      | Mathieu Faivre       |
| 12.     | 19 lutego | 2021 | Cortina d’Ampezzo | Gigant            | 2:05,86      | +3,44  | Mathieu Faivre       |

### Mistrzostwa świata juniorów
| Miejsce | Dzień     | Rok  | Miejscowość            | Konkurencja | Czas biegu | Strata | Zwycięzca               |
| ------- | --------- | ---- | ---------------------- | ----------- | ---------- | ------ | ----------------------- |
| DNF     | 26 lutego | 2008 | Formigal               | Zjazd       | 1:45,31    | -      | Hagen Patscheider       |
| DNF1    | 27 lutego | 2008 | Formigal               | Slalom      | 1:29,68    | -      | Marcel Hirscher         |
| DNF     | 28 lutego | 2008 | Formigal               | Supergigant | 1:21,02    | -      | Andreas Sander          |
| DFN1    | 29 lutego | 2008 | Formigal               | Gigant      | 1:57,00    | -      | Marcel Hirscher         |
| 5.      | 4 marca   | 2009 | Garmisch-Partenkirchen | Supergigant | 1:16,64    | +0,92  | Manuel Kramer           |
| DNF1    | 6 marca   | 2009 | Garmisch-Partenkirchen | Slalom      | 1:20,78    | -      | Jesper Riis-Johannessen |

### Puchar Świata

#### Miejsca w klasyfikacji generalnej
- sezon 2011/2012: 152.
- sezon 2012/2013: 126.
- sezon 2013/2014: 140.
- sezon 2014/2015: 128.
- sezon 2015/2016: 36.
- sezon 2016/2017: 88.
- sezon 2017/2018: 65.
- sezon 2018/2019: 39.
- sezon 2019/2020: 35.
- sezon 2020/2021: 71.
- sezon 2021/2022: 130.

#### Miejsca na podium w zawodach
Tonetti nigdy nie stanął na podium zawodów PŚ.